# سليمان ديمبيلي
سليمان ديمبيلي (بالفرنسية: Souleymane Dembélé)‏ هو لاعب كرة قدم مالي في مركز الوسط، ولد في 3 سبتمبر 1984 في باماكو في مالي. شارك مع منتخب مالي لكرة القدم. أما مع النوادي، فقد لعب مع الملعب المالي ونادي الفتح الرياضي ونادي دجوليبا.

## وصلات خارجية
- سليمان ديمبيلي على موقع الاتحاد الدولي (مؤرشف)  (الإنجليزية)
- سليمان ديمبيلي على موقع قاعدة بيانات كرة القدم.إي يو (الإنجليزية)
- سليمان ديمبيلي على موقع ناشيونال فوتبول تيمز (الإنجليزية)